# Stadtpfarrkirche Traun

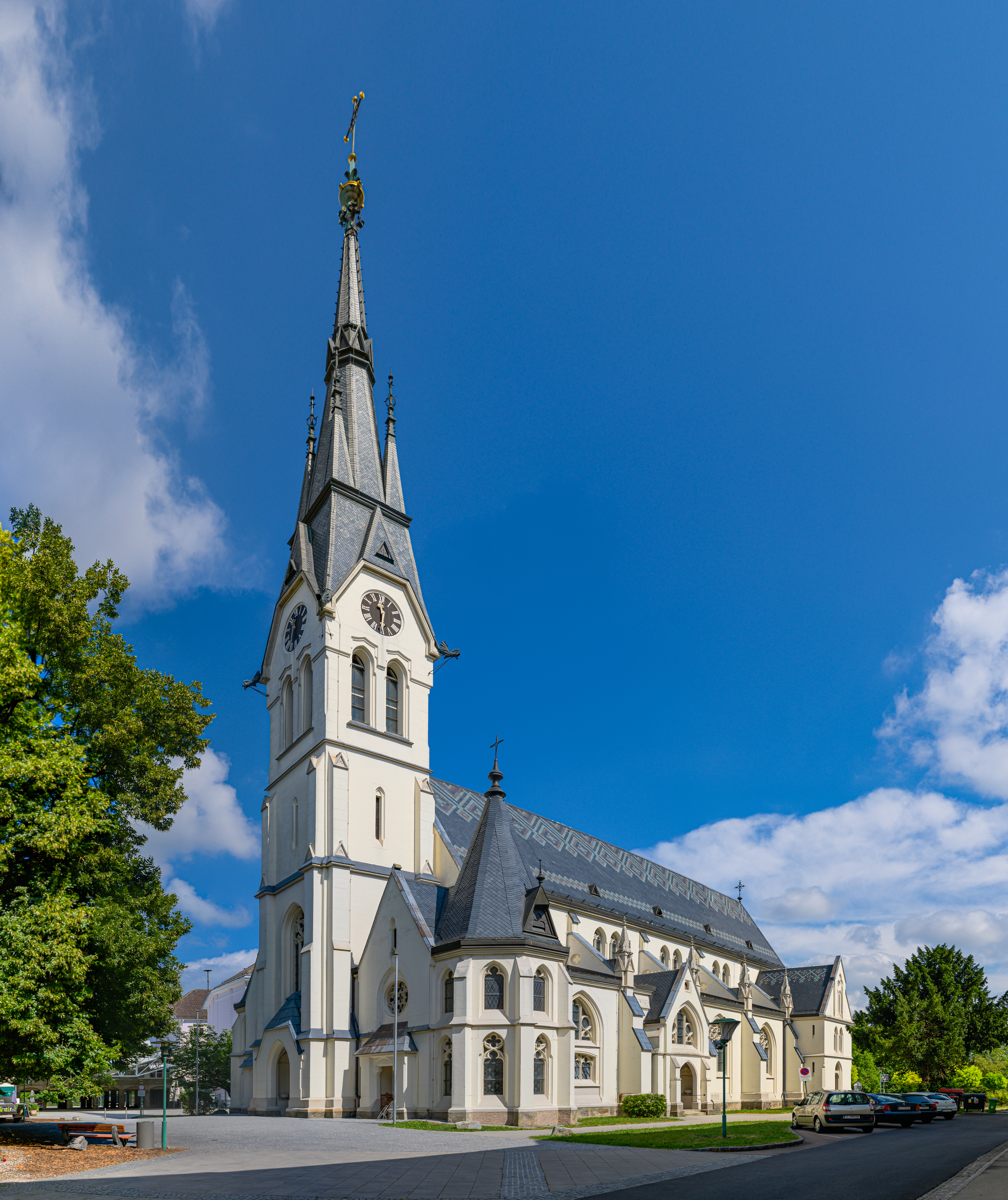
Pfarrkirche hl. Dionysius in der Stadt Traun

Die römisch-katholische Stadtpfarrkirche Traun steht im Stadtteil St. Dionysen in der Stadtgemeinde Traun in Oberösterreich. Die dem Patrozinium hl. Dionysius unterstellte Pfarrkirche gehört zum Dekanat Traun in der Diözese Linz. Die Kirche steht unter Denkmalschutz (Listeneintrag). 

## Geschichte
Die Kirche wurde von 1882 bis 1890 nach den Plänen des Architekten Raimund Jeblinger erbaut. Von 2014 bis 2015 wurde sie innen und außen restauriert.

## Architektur und Ausstattung
Der neugotische dreischiffige Kirchenbau hat einen Westturm mit einem Spitzhelm.
Die neugotische Einrichtung entstand nach den Entwürfen von Raimund Jeblinger. Die Schnitzarbeiten schuf zum größten Teil der Bildhauer Josef Kepplinger. Drei Holzstatuen von Heiligen um 1500 stehen an den Obermauern des Mittelschiffes. 2014 wurde der neue Volksaltar, entworfen von Katarina Matiasek, installiert.
Die Orgel mit 1134 Pfeifen – die kleinste 8 mm und die größte 5,25 m – hat zwei Manuale und 18 Register und ist ein Werk des Orgelbaumeisters Leopold Breinbauer aus Ottensheim. Das Gehäuse schuf Josef Kepplinger. Die Orgel wurde wahrscheinlich bereits bei der Kirchweihe 1890 gespielt. Sie wurde 1989 umfassend renoviert und steht unter Denkmalschutz.

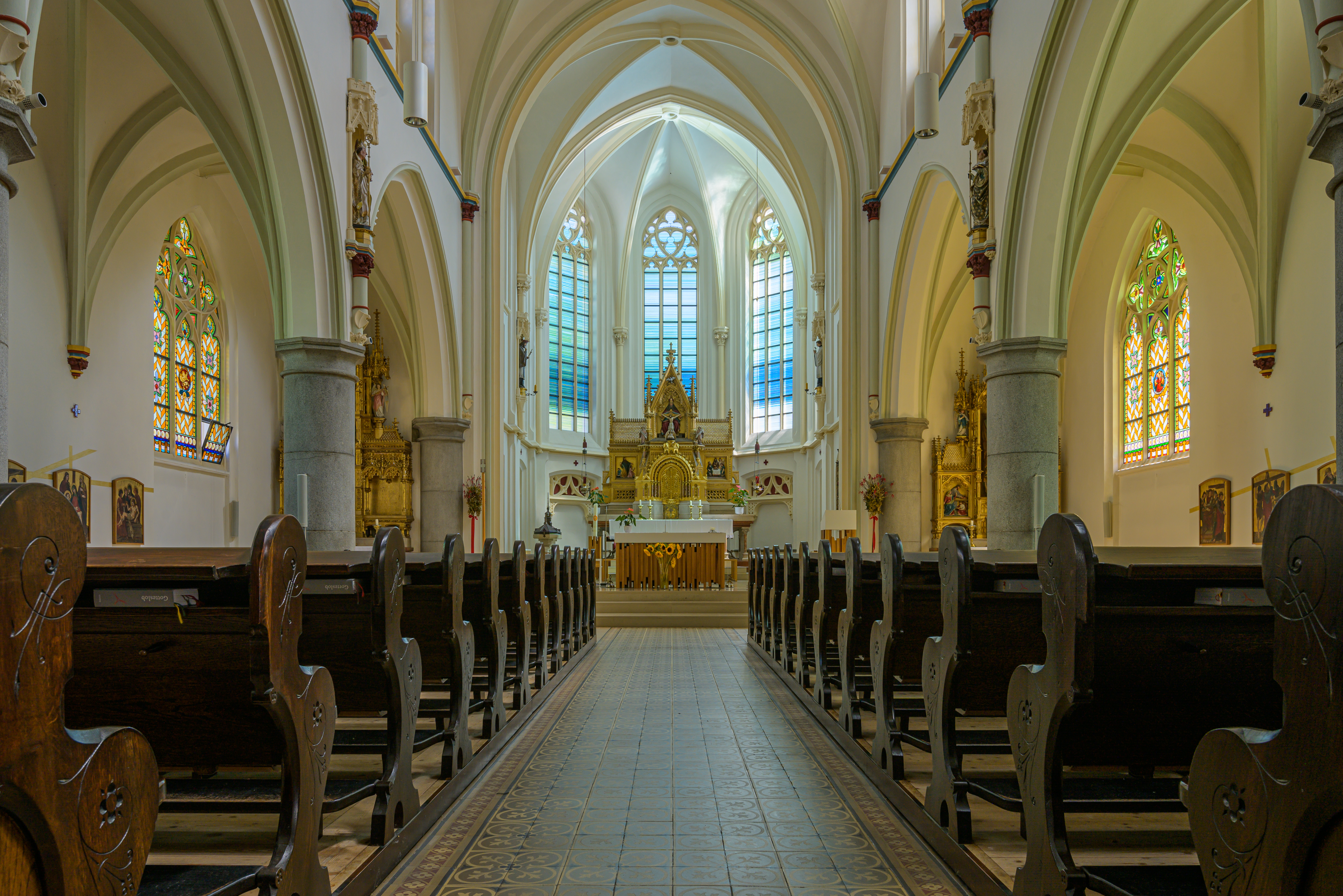
Apsis
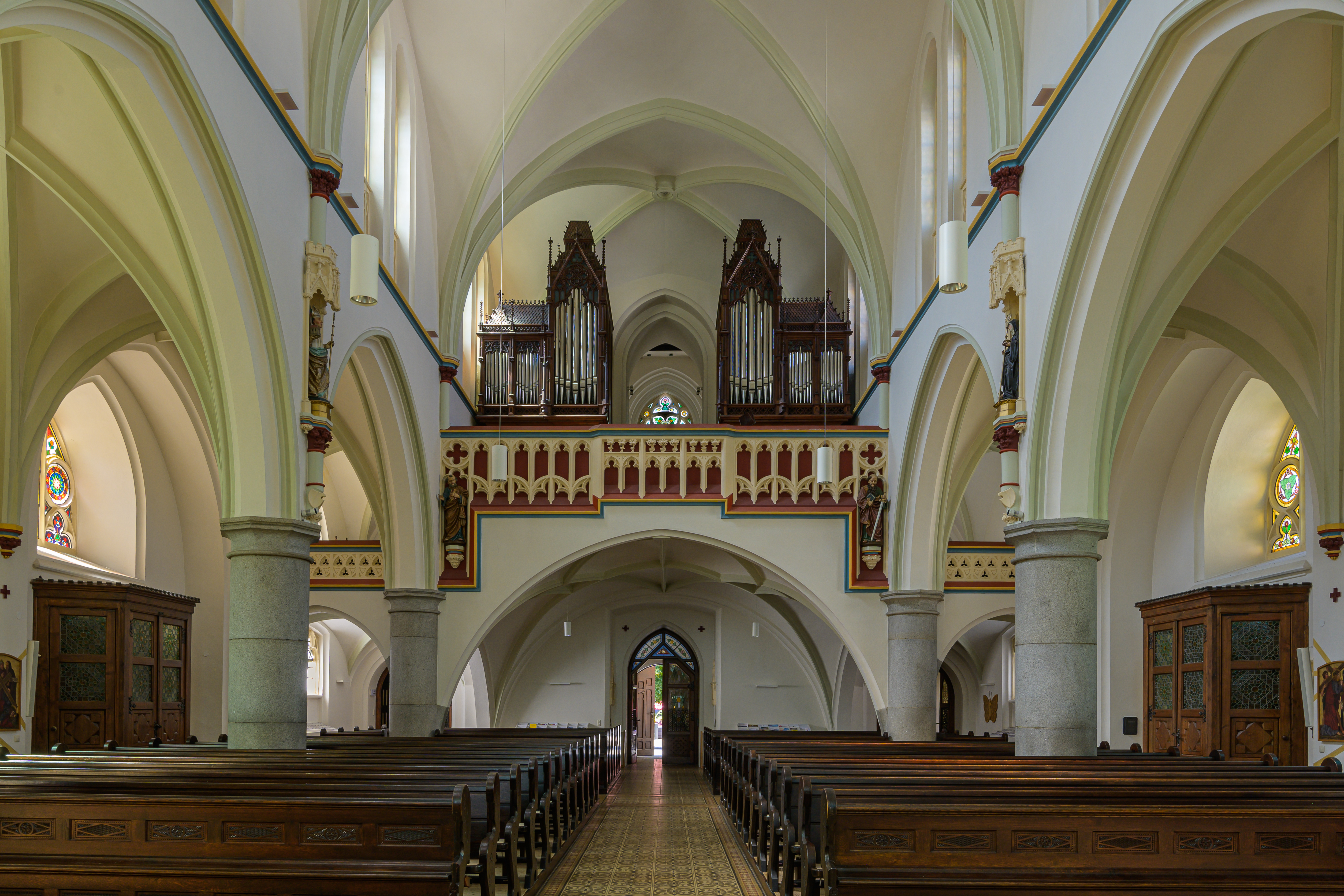
Orgelempore
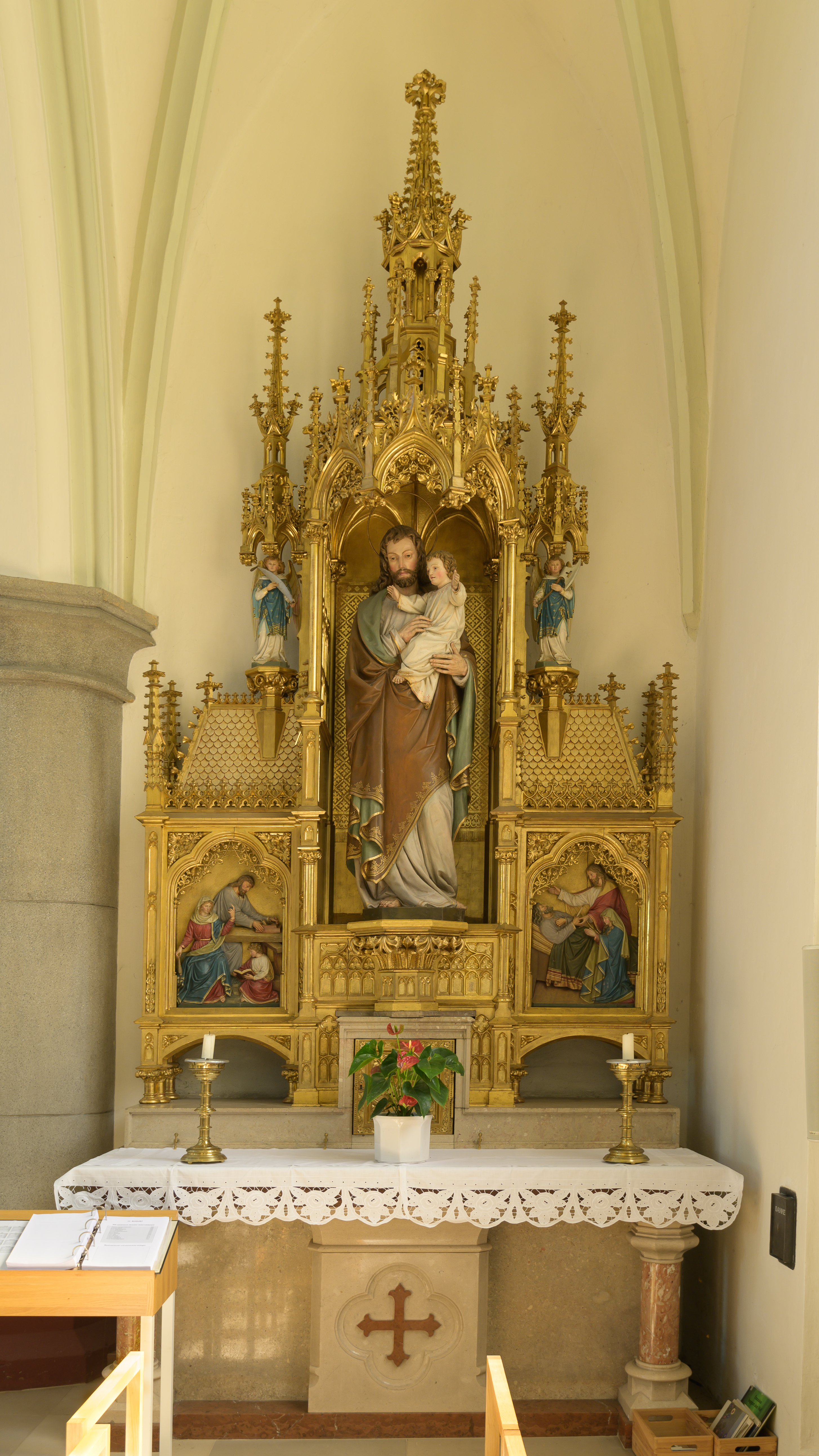
Rechter Seitenaltar
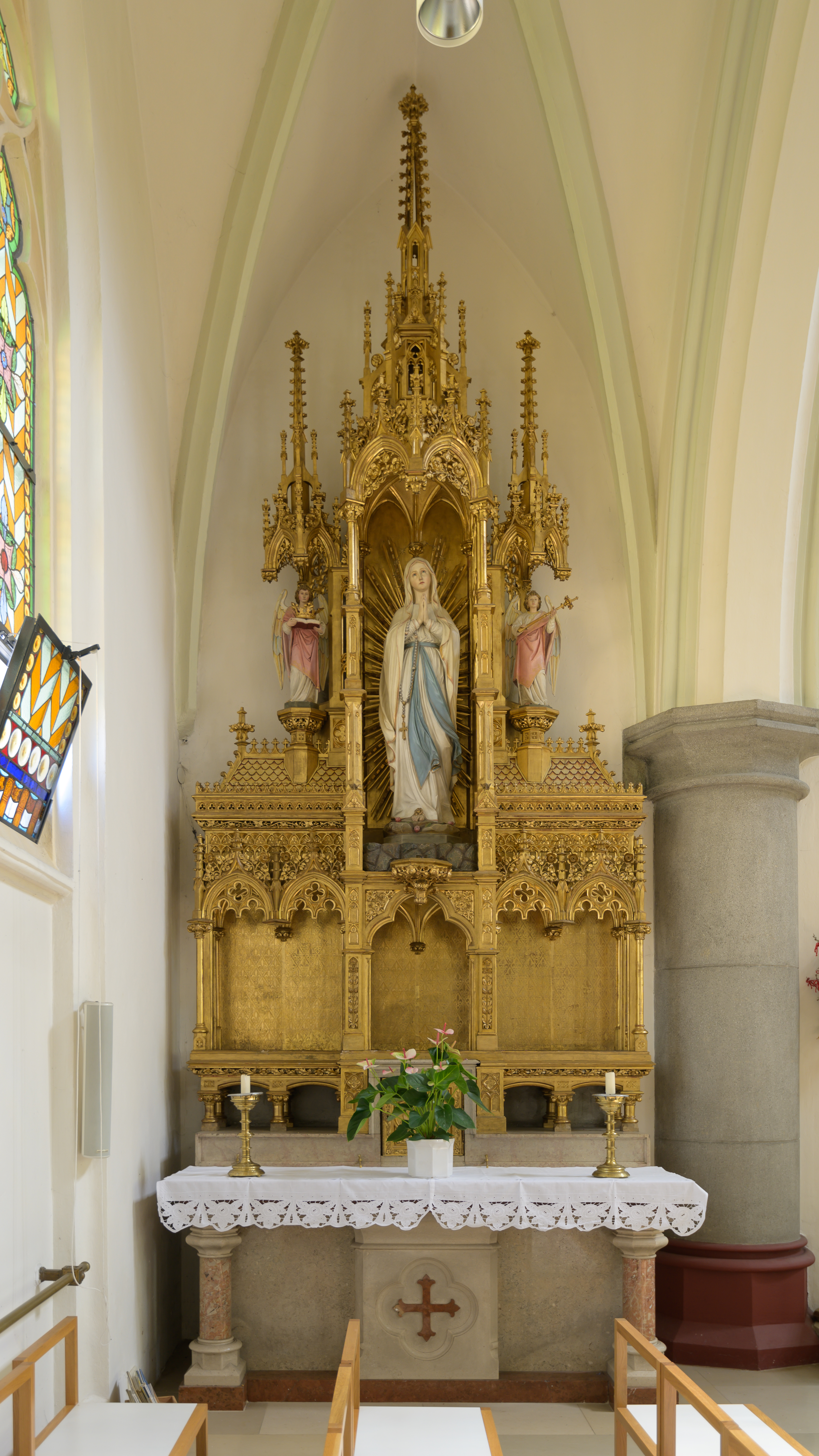
Linker Seitenaltar
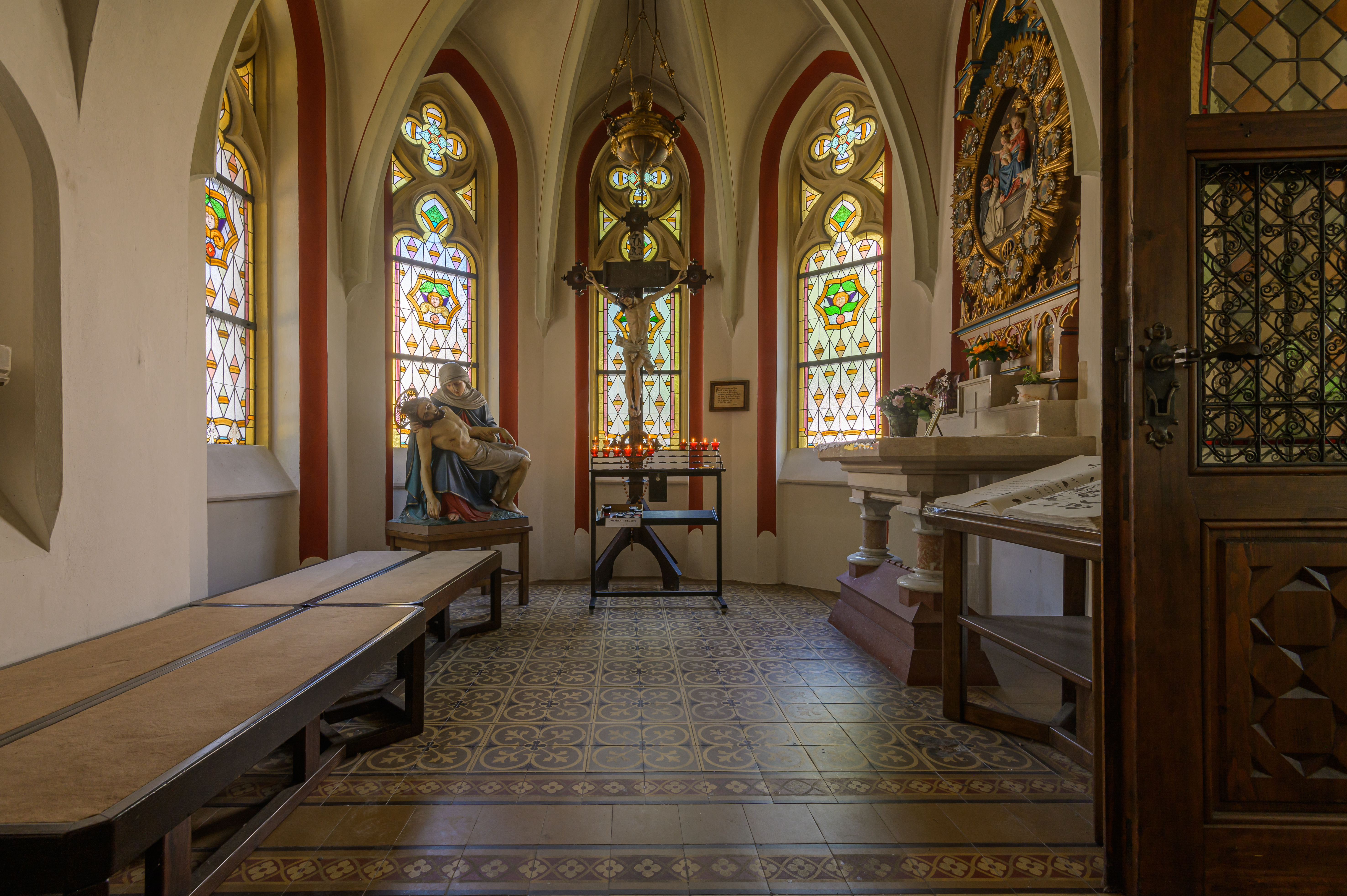
Kapelle